# شولز (اورگن)
شولز (به انگلیسی: Scholls) یک منطقهٔ مسکونی در ایالات متحده آمریکا است که در شهرستان واشینگتن، اورگن واقع شده‌است. شولز ۴۶٫۰۳ متر بالاتر از سطح دریا واقع شده‌است.